# Rhaphithamnus venustus
Rhaphithamnus venustus is een boom uit de ijzerhardfamilie (Verbenaceae). De soort is endemisch op de Juan Fernández-archipel, een eilandengroep in de Grote Oceaan ten westen van de kust van Chili. Hij groeit in hooggelegen montane bossen. De soort staat op de Rode Lijst van de IUCN geklasseerd als 'kwetsbaar'.